# Gliese 23

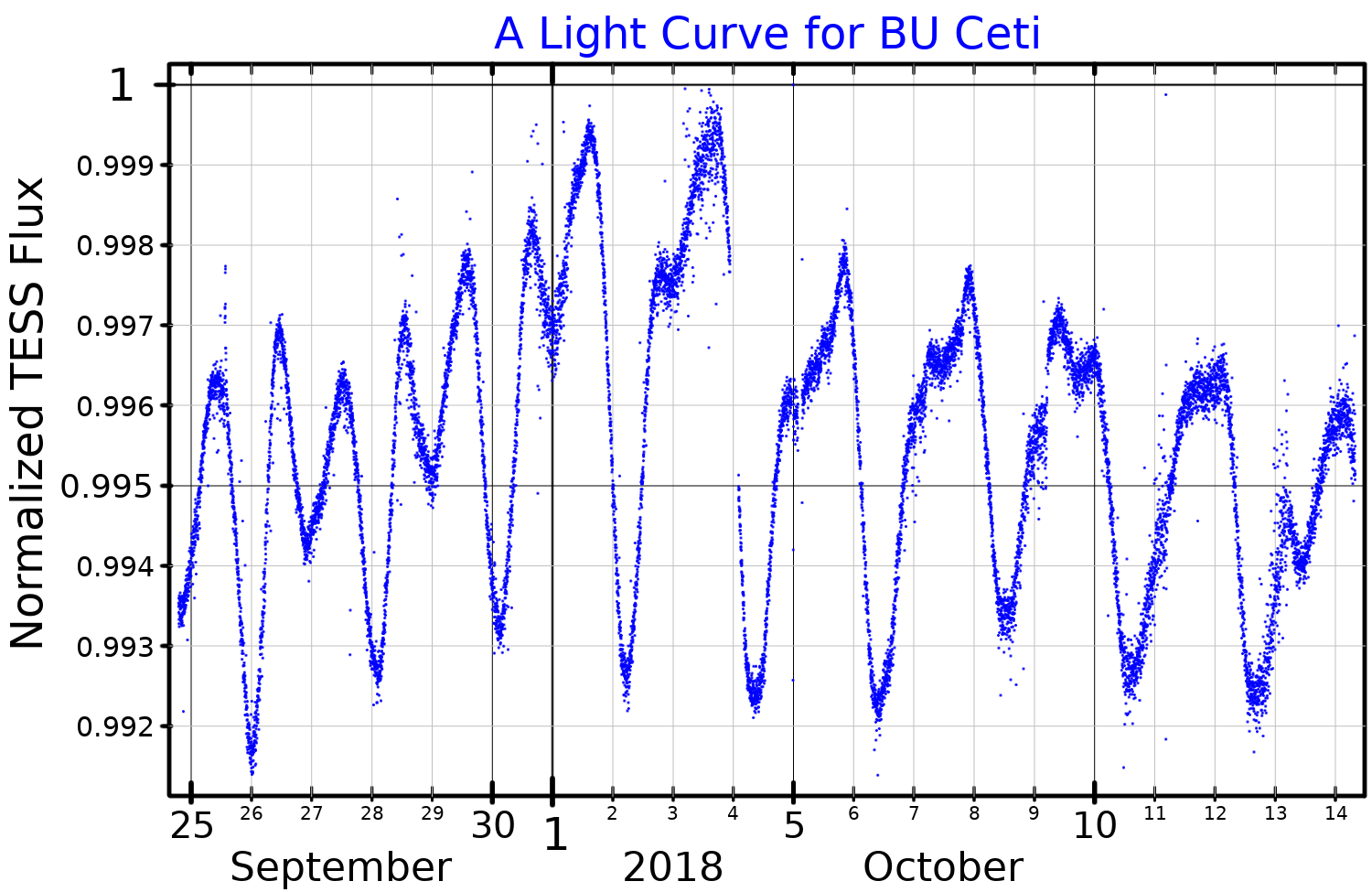
Lichtkromme van Gliese 23

Gliese 23 is een dubbelster van het F7V en G4V, gelegen in het sterrenbeeld Walvis op 69,32 lichtjaar van de Zon. De ster heeft een relatieve snelheid ten opzichte van de zon van 43,2 km/s.